# Seznam ulic v Brně-Bohunicích
Seznam ulic v Brně-Bohunicích uvádí přehled ulic a veřejných prostranství na území městské části Brno-Bohunice, která je územně totožná s evidenční částí obce Bohunice a s katastrálním územím Bohunice.

## Seznam
| Název              | Pojmenováno po                           | Souřadnice                       | Obrázek | Commons                    | RÚIAN   | Mapy.cz         |
| ------------------ | ---------------------------------------- | -------------------------------- | ------- | -------------------------- | ------- | --------------- |
| Amerlingova        | Karel Slavoj Amerling                    | 49°10′5″ s. š., 16°34′44″ v. d.  |         | Amerlingova (Brno)         | 20885   | stre&id=78934   |
| Arménská           | Arménie                                  | 49°10′2″ s. š., 16°34′59″ v. d.  |         | Arménská (Brno)            | 20974   | stre&id=78943   |
| Bohuňova           |                                          | 49°10′3″ s. š., 16°34′45″ v. d.  |         | Bohuňova (Brno)            | 21504   | stre&id=78995   |
| Běloruská          | Bělorusko                                | 49°10′9″ s. š., 16°34′55″ v. d.  |         | Běloruská                  | 21318   | stre&id=78977   |
| Dlouhá             | délka                                    | 49°10′13″ s. š., 16°34′47″ v. d. |         | Dlouhá (Brno)              | 36030   | stre&id=80443   |
| Dvořiště           | hospodářský dvůr                         | 49°9′53″ s. š., 16°34′23″ v. d.  |         |                            | 23051   | stre&id=79150   |
| Elišky Přemyslovny | Eliška Přemyslovna                       | 49°9′57″ s. š., 16°34′9″ v. d.   |         | Elišky Přemyslovny (Brno)  | 23141   | stre&id=79159   |
| Gruzínská          | Gruzie                                   | 49°10′4″ s. š., 16°35′5″ v. d.   |         |                            | 23621   | stre&id=79206   |
| Havelkova          | Ladislav Havelka                         | 49°10′9″ s. š., 16°34′44″ v. d.  |         | Havelkova (Brno)           | 23779   | stre&id=79221   |
| Hraničky           | agronymum                                | 49°10′5″ s. š., 16°34′27″ v. d.  |         |                            | 24295   | stre&id=79273   |
| Humenná            | místo                                    | 49°9′58″ s. š., 16°34′24″ v. d.  |         | Humenná (Brno)             | 24431   | stre&id=79287   |
| Jihlavská          | Jihlava                                  | 49°10′24″ s. š., 16°33′0″ v. d.  |         | Jihlavská (Brno)           | 24929   | stre&id=79336   |
| Kamenice           |                                          | 49°10′38″ s. š., 16°34′35″ v. d. |         | Kamenice (Brno)            | 36218   | stre&id=80461   |
| Kejbaly            |                                          | 49°10′38″ s. š., 16°34′48″ v. d. |         |                            | 25488   | stre&id=79392   |
| Lány               |                                          | 49°9′58″ s. š., 16°35′9″ v. d.   |         | Lány (Brno)                | 26891   | stre&id=79534   |
| Lískovecká         | Starý Lískovec                           | 49°9′59″ s. š., 16°34′28″ v. d.  |         |                            | 27090   | stre&id=79554   |
| Moldavská          | Moldavsko                                | 49°10′11″ s. š., 16°35′3″ v. d.  |         |                            | 28118   | stre&id=79655   |
| Mýtná              | mýtné                                    | 49°10′37″ s. š., 16°34′49″ v. d. |         | Mýtná (Brno)               | 3528502 | stre&id=5200299 |
| Na pískové cestě   |                                          | 49°10′19″ s. š., 16°34′45″ v. d. |         | Na Pískové cestě           | 36366   | stre&id=80475   |
| Netroufalky        |                                          | 49°10′49″ s. š., 16°34′6″ v. d.  |         | Netroufalky                | 28746   | stre&id=79717   |
| Neužilova          | Jaroslav Neužil                          | 49°10′16″ s. š., 16°34′37″ v. d. |         | Neužilova (Brno)           | 28771   | stre&id=79720   |
| Nové Nivky         |                                          | 49°10′2″ s. š., 16°34′27″ v. d.  |         |                            | 787744  | stre&id=152126  |
| Okrouhlá           | tvar                                     | 49°10′12″ s. š., 16°34′10″ v. d. |         | Okrouhlá (Brno)            | 35475   | stre&id=80387   |
| Osová              | místo                                    | 49°10′11″ s. š., 16°34′5″ v. d.  |         | Osová (Brno)               | 23736   | stre&id=79217   |
| Pod nemocnicí      | Nemocnice Bohunice                       | 49°10′22″ s. š., 16°34′16″ v. d. |         | Pod Nemocnicí (Brno)       | 32824   | stre&id=80123   |
| Podsedky           |                                          | 49°9′54″ s. š., 16°34′40″ v. d.  |         | Podsedky (Brno)            | 29904   | stre&id=79832   |
| Rolnická           | zemědělec                                | 49°10′ s. š., 16°34′42″ v. d.    |         | Rolnická (Brno)            | 30899   | stre&id=79931   |
| Sobolova           | Čestmír Sobola                           | 49°10′12″ s. š., 16°34′45″ v. d. |         | Sobolova                   | 31887   | stre&id=80029   |
| Souhrady           |                                          | 49°9′57″ s. š., 16°34′20″ v. d.  |         |                            | 25151   | stre&id=79359   |
| Spodní             | místo                                    | 49°10′2″ s. š., 16°34′34″ v. d.  |         | Spodní (Brno)              | 32077   | stre&id=80048   |
| Studentská         | student Univerzitní kampus Brno-Bohunice | 49°10′46″ s. š., 16°34′9″ v. d.  |         |                            | 768448  | stre&id=150024  |
| Traťová            | železniční trať Brno–Jihlava             | 49°9′47″ s. š., 16°35′35″ v. d.  |         |                            | 37001   | stre&id=80539   |
| Tříčtvrtní         |                                          | 49°10′2″ s. š., 16°34′47″ v. d.  |         |                            | 33511   | stre&id=80191   |
| Ukrajinská         | Ukrajina                                 | 49°10′11″ s. š., 16°35′10″ v. d. |         | Ukrajinská (Brno)          | 33901   | stre&id=80230   |
| Uzbecká            | Uzbekistán                               | 49°10′23″ s. š., 16°34′51″ v. d. |         | Uzbecká (Brno)             | 34029   | stre&id=80242   |
| Vedlejší           | místo                                    | 49°10′15″ s. š., 16°34′12″ v. d. |         | Vedlejší (Brno)            | 37133   | stre&id=80552   |
| Vinohrady          | vinice                                   | 49°10′45″ s. š., 16°34′53″ v. d. |         | Vinohrady (street in Brno) | 34568   | stre&id=80296   |
| Vohnoutova         | Edvard Vohnout                           | 49°10′18″ s. š., 16°34′40″ v. d. |         | Vohnoutova (Brno)          | 34720   | stre&id=80312   |
| Vyhlídalova        | Jan Vyhlídal                             | 49°9′53″ s. š., 16°34′33″ v. d.  |         | Vyhlídalova (Brno)         | 34967   | stre&id=80336   |
| Za kovárnou        |                                          | 49°9′51″ s. š., 16°34′37″ v. d.  |         |                            | 678970  | stre&id=141396  |
| Zadní              | místo                                    | 49°9′56″ s. š., 16°34′27″ v. d.  |         |                            | 35289   | stre&id=80368   |
| Čeňka Růžičky      | Čeněk Růžička                            | 49°10′0″ s. š., 16°34′31″ v. d.  |         | Čeňka Růžičky (Brno)       | 22446   | stre&id=79089   |
| Švermova           | Jan Šverma                               | 49°10′7″ s. š., 16°34′16″ v. d.  |         | Švermova (Brno)            | 33049   | stre&id=80144   |
| Žlíbek             |                                          | 49°9′58″ s. š., 16°34′22″ v. d.  |         |                            | 35891   | stre&id=80429   |